# Joyce McDougall
Hilary Joyce Carrington Blackler, más conocida como Joyce McDougall (/məkˈduːɡəl/; Dunedin, Nueva Zelanda; 26 de abril de 1920-Londres, Reino Unido; 24 de agosto de 2011), fue una psicóloga y  psicoanalista con nacionalidad francesa reconocida por ser la primera en estudiar la esquizofrenia infantil.

## Biografía y estudios
Hija de Lillian Blackler, de ascendencia inglesa y Harold Carrington, comerciante de origen neozelandés vivió su infancia en Dunedin, una isla del sur de Nueva Zelanada, al lado de sus padres y abuelos. De su abuelo paterno, quien era maestro de arte en una escuela rural, heredó el gusto por el teatro y el arte en general. Al terminar sus estudios básicos, cursó la carrera de psicología en la Universidad de Otago y en paralelo continuó con la actividad teatral en la universidad. Conoció a su esposo, Jimmy McDougall, En el club de teatro de la Escuela Normal de la Universidad de Otago con quien tuvo dos hijos. Después de la Segunda Guerra Mundial viajaron a Gran Bretaña para continuar su formación académica, él en relación con la educación de adultos , y ella con la idea de entrar de lleno al tema del psicoanálisis.

## Trayectoria en el psiconanálisis
Una vez en Inglaterra Joyce envió cartas a todas aquellas personas de las que había leído sus libros y empezó a trabajar en el Maudsley Hospital, hospiital psiquiátrico de Londres y logró entrevistarse con Ana Freud, hija de Sigmund Freud. Comenzó a realizar un estudio de psiconoanálisis especializado en niños en la Hampstead Clinic que era dictado por la misma Ana Freud, sin embargo, después de dos años de permanencia en Londres, en 1952 se muda a Francia ya que su esposo consiguió un trabajo para la UNESCO en París.
En Francia, gracias a una recomendación de Ana Freud, Joyce es recibida por Marie Bonaparte quien la introdujo en el medio psicoanalítico francés y, quien poco tiempo después le solicita que tomé en análisis a su nieto: el Príncipe Charles. Durante este tiempo, continúa su formación en la Sociedad Psicoanalítica de París.Durante esta época su trayectoria ya estaba reconocida como analista infantil, y en 1954 recibe en análisis a un niño de nueve años con diagnóstico de esquizofrenia, derivado a este trabajo publica el estudio titulado “Diálogos con Sammy: contribución al estudio de la psicosis infantil”.
Trascendiendo los límites del psicoanálisis, en 1992 fue invitada por el Dalái lama a Dharmasala, India, para participar como panelista en el seminario: "Durmiendo, soñando y muriendo: una exploración a la consciencia con el Dalai Lama". La última parte de su vida la compartió entre su familia y su trabajo como analista, escritora y conferencista; fue miembro permanente del ambiente psicoanalítico francés, del Centro de Estudios Psicoanalíticos Avanzados de Princeton (Center for Advanced Psychoanalytic Studies), así como de la Sociedad Freudiana de Nueva York.
Murió el 24 de agosto de 2011 en Londres a la edad de 91 años a causa de una neumonía.

## Principales obras
McDougall escribió cuatro libros importantes en el campo del psicoanálisis en el primero Alegato por una cierta anormalidad (1978) comenta cómo ha construido su itineario clínico-teórico. y cómo, a través de los años, ha ido tomando y desprendiéndose de las ideas de Klein, Lacan y hasta del mismo Freud. Según sus propias palabras:

"En diversas oportunidades se me acusó, por ejemplo, de atreverme a utilizar conceptos teóricos kleinianos o lacanianos siendo que yo no me identificaba en modo alguno como analista kleiniana o  lacaniana, ni en la teoría ni en la práctica. Con igual sorpresa noté que otros me criticaban por ser una clínica y teórica 'ecléctica'. En rigor, me considero, como profesional, una freudiana clásica, y si bien mis hipótesis pueden poner en tela de juicio algunos de los conceptos más venerados por Freud, entiendo que son una extensión de sus puntos de vista básicos, teóricos y clínicos. Pero me siento impulsada a agregar... ¡que la misma afirmación harían los kleinianos, lacanianos, hartmannianos, winnicottianos y kohutianos, así como los adherentes a casi todas las demás escuelas de pensamiento psicoanalítico! En la medida en que todos nos zambullimos en el misterioso funcionamiento de la psique humana y estamos decididos a buscar la verdad en este campo escurridizo, pertenecemos a la misma familia. El cambio psíquico se produce en todas la variantes de tratamiento psicoanalítico, por más que lo practiquen profesionales con conceptos teóricos y enfoques técnicos sumamente divergentes entre sí. El hecho de que cada escuela proponga una teoría distinta para explicar los cambios producidos en el curso del tratamiento sugiere que las transformaciones en la organización psíquica y las curas sintomáticas resultantes ¡no se deben a nuestras teorías sobre dichos fenómenos! Quizá la explicación del cambio psíquico se nos escape por siempre".

Otras de sus obras fueron:
- Teatro de la Mente: Ilusión y Verdad En la Etapa Psicoanalítica(1982)
- Teatro del Cuerpo: Una Aproximación Psicoanalítica a Enfermedad Psicosomática (1989)
- Las Muchas Caras de Eros (1996).